# Solenopsis novemmaculata
Solenopsis novemmaculata är en myrart som beskrevs av Wheeler 1925. Solenopsis novemmaculata ingår i släktet eldmyror, och familjen myror. Inga underarter finns listade i Catalogue of Life.